# Inga vera
Inga vera es un árbol de la familia de las leguminosas. Alcanza hasta 18 m de alto y es muy variable en sus características a lo largo de su hábitat. Es una de las especies más usadas como sombra de cafetales y cacaotales. La cubierta carnosa que rodea a las semillas es comestible. Habita desde el sureste de México hasta Centro y Sudamérica. En Selvas húmedas y bosque mesófilo de montaña y en entre 0-1400 metros sobre el nivel del mar. Tiene dos subespecies reconocidas Inga vera subsp. vera e Inga vera subsp. eriocarpa (Benth.) J.León.
Los nombres comunes de I. vera son agotope, aguatope, biche, chalahuite, churimo, guaba, guamá del Orinoco, guamo arroyero, guamo churimo, guamo macho, huaba, jinicuil, skok (tzeltal), thubchic (lengua huasteca) y vainillo.

## Descripción
Es un árbol perennifolio o caducifolio de 5 a 12 m (hasta 20 m) de altura, con un diámetro a la altura del pecho de 30 cm (en ocasiones hasta 1 m). Presenta una copa aplanada, amplia y muy extendida con follaje ralo. Las hojas son alternas, pinnadas y vellosas, de 18 a 30 cm de largo, arregladas en 2 hileras divergentes, con raquis alado, margen liso y ambas superficies ligeramente vellosas.
El tronco recto tiene ramas largas. La corteza externa es de color pardo, más o menos lisa con algunos surcos finos; la interna es de color rosado a castaño y ligeramente amarga. Las flores blancas se disponen en racimos laterales (espigas) solos o en pares en la axila de la hoja, compuestos de varias flores grandes, blancuzcas, con estambres largos en forma de hilos, que se tornan amarillo-verdosas a las pocas horas de abrir.
Los frutos son vainas peludas ligeramente curvas de color castaño, de 10 a 15 cm de largo y 1.3 a 1.5 cm de diámetro, casi cilíndricas, cuadrangulares y con 2 estrías anchas longitudinales, tiene una pulpa blanca con pocas semillas que no se abren al madurar. Hermafrodita

## Taxonomía
Inga vera fue descrita por Carl Ludwig Willdenow, publicado en Species Plantarum 4(2): 1010–1011. 1806.